# Колелавена (Фрозиноне)
Колелавена је насеље у Италији у округу Фрозиноне, региону Лацио.
Према процени из 2011. у насељу је живело 706 становника. Насеље се налази на надморској висини од 442 м.